# Ejército del Sur (Imperio alemán)
El Ejército del Sur (en alemán: Südarmee/Armeeoberkommando Süd/A.O.K. Süd) fue una unidad bélica del Ejército alemán durante la Primera Guerra Mundial. Se formó el 11 de enero de 1915 para luchar contra Rusia y combatió exclusivamente en el frente oriental. Fue disuelto el 25 de enero de 1918.

## Historia
El Ejército del Sur se formó en Breslavia el 11 de enero de 1915, por la transformación del II Cuerpo para el frente carpático húngaro. El jefe del II Cuerpo, general de infantería Alexander von Linsingen, asumió el mando del nuevo Ejército del Bug el 8 de julio de 1915 y el general Félix von Bothmer del II Cuerpo de Reserva de Baviera hizo lo propio con el del Ejército del Sur. El ejército se disolvió el 25 de enero de 1918, tras la retirada de los rusos de la guerra (Tratado de Brest-Litovsk) y la consiguiente victoria de las fuerzas alemanas en el frente oriental. 
El cuartel general del ejército estaba ubicado en Mukachevo (desde el 11 de enero de 1915), Stryi (desde el 5 de junio de 1915), Berezhany (desde el 4 de septiembre de 1915), Jódoriv (desde el 15 de noviembre de 1916) y Chortkiv (desde el 4 de agosto de 1917).

## Jefes
El Ejército del Sur tuvo los siguientes jefes:
| Desde               | Comandante                                    | Cargo anterior              | Cargo posterior  |
| ------------------- | --------------------------------------------- | --------------------------- | ---------------- |
| 11 de enero de 1915 | General de Infantería Alexander von Linsingen | II Cuerpo                   | Ejército del Bug |
| 8 de julio de 1915  | General de Infantería Félix von Bothmer       | II Cuerpo de Reserva Bávaro | 19.º Ejército    |

## Glosario
- Armee-Abteilung o destacamento del ejército: una unidad que se separa de un ejército, formando un pequeño ejército por sí mismo.[3]
- Armee-Gruppe o Grupo de Ejércitos: una unidad operativa formada normalmente para una tarea concreta con tropas de un ejército.
- Heeresgruppe o Grupo de Ejércitos: un conjunto de ejércitos con un jefe común.